# 핼 로치
해럴드 유진 "핼" 로치 시니어(영어: Harold Eugene "Hal" Roach, Sr., 1892년 1월 14일 ~ 1992년 11월 2일)는 20세기 미국의 영화 제작자이다. 무성영화 시대 해럴드 로이드, 로럴과 하디 등 많은 코미디 배우들을 배출하였다. 1992년 100세의 나이로 사망했다.

## 출연 작품
- 세기의 영화 (1994)
- 랜턴 힐 (1990)
- MMC (1989)
- 터너바웃 (1940)
- 제노비아 (1939)
- 메레리 위 리브 (1938)
- 토퍼 (1937)
- 제너럴 스팬키 (1936)
- 장난감 나라 (1934)
- 사막의 아들 (1933)
- 위스퍼 후피 (1930)
- 로그 송 (1930)
- 더블 후피 (1929)
- 안전불감증 (1923)
- 아워 갱 (1922)
- 이스턴 웨스터너 (1920)
- 아빠에게 물어봐 (1919)
- 쉬 러브스 미 낫 (1918)